# Zegarek z mechanizmem kinetycznym
Zegarek z mechanizmem kinetycznym – czyli tzw. kinetic lub zegarek kinetyczny, jest połączeniem mechanizmu automatycznego i mechanizmu kwarcowego. Jego praca polega na napędzaniu wahnika ruchem ręki, który przetwarza energię kinetyczną na elektryczną, pobudzającą drgania kryształu kwarcu - te z kolei przetwarza system elektroniczny, zliczający je i dzielący aż do uzyskania pełnej sekundy. Energia jest również kumulowana w kondensatorze, który zasila mechanizm zegarka, odpowiadający za pracę wskazówek. Współczesne modele zegarków kinetycznych mogą funkcjonować bez dodatkowego ładowania nawet do pół roku.
Pierwsze zegarki wyposażone w mechanizm kinetyczny opracowała japońska firma Seiko w 1986 roku.